# Hokurikudō
Hokurikudō (北陸道 Hokurikudō?) era una antigua región en Japón situada en la orilla noroccidental de Honshū y su nombre significa literalmente «El camino de la tierra del Norte». También se refiere a una serie de caminos que conectaban con las capitales (国府 kokufu) de cada provincia integrante de la región.
Cuando se estableció el sistema Gokishichidō después de las reformas Taika el Hokurikudō solo consistía en dos provincias: Wakasa y Koshi. Durante el reinado del Emperador Tenmu Koshi fue dividido en tres regiones: Echizen, Etchū y Echigo, además de que la isla Sado fue añadida como una quinta provincia. Posteriormente Noto y Kaga fueron desligadas de Echizen formando siete provincias en total.